# 400 meter häck för herrar i friidrott vid olympiska sommarspelen 1988
400 meter häck för herrar vid olympiska sommarspelen 1988 i Seoul avgjordes den 25 september.

## Medaljörer
| Gren           | Guld                 | Guld  | Silver                  | Silver | Brons             | Brons |
| 400 meter häck | Andre Phillips · USA | 47,19 | Amadou Dia Ba · Senegal | 47,23  | Edwin Moses · USA | 47,56 |

## Resultat
- Q innebär avancemang utifrån placering i heatet.
- q innebär avancemang utifrån total placering.
- DNS innebär att personen inte startade.
- DNF innebär att personen inte fullföljde.
- DQ innebär diskvalificering.
- NR innebär nationellt rekord.
- OR innebär olympiskt rekord.
- WR innebär världsrekord.
- WJR innebär världsrekord för juniorer
- AR innebär världsdelsrekord (area record)
- PB innebär personligt rekord.
- SB innebär säsongsbästa.

### Final
| Placering | Final                 | Tid        | Bana |
| --------- | --------------------- | ---------- | ---- |
|           | Andre Phillips (USA)  | 47,19 (OR) | 6    |
|           | Amadou Dia Ba (SEN)   | 47,23 (NR) | 5    |
|           | Edwin Moses (USA)     | 47,56      | 3    |
| 4.        | Kevin Young (USA)     | 47,94      | 2    |
| 5.        | Winthrop Graham (JAM) | 48,04      | 4    |
| 6.        | Kriss Akabusi (GBR)   | 48,69      | 7    |
| 7.        | Harald Schmid (FRG)   | 48,76      | 1    |
| 8.        | Edgar Itt (FRG)       | 48,78      | 8    |

### Semifinaler
- Hölls lördagen den 24 september 1988

| Placering | Heat 1               | Tid   | Bana |
| --------- | -------------------- | ----- | ---- |
| 1.        | Edwin Moses (USA)    | 47,89 | 3    |
| 2.        | Kevin Young (USA)    | 48,56 | 5    |
| 3.        | Harald Schmid (FRG)  | 48.93 | 1    |
| 4.        | Kriss Akabusi (GBR)  | 49.22 | 6    |
| 5.        | Joseph Maritim (KEN) | 49.50 | 4    |
| 6.        | José Alonso (ESP)    | 49.57 | 8    |
| 7.        | Klaus Ehrle (AUT)    | 51.04 | 2    |
| 8.        | John Graham (CAN)    | 51.33 | 7    |

| Placering | Heat 2                | Tid   | Bana |
| --------- | --------------------- | ----- | ---- |
| 1.        | Andre Phillips (USA)  | 48,19 | 5    |
| 2.        | Winthrop Graham (JAM) | 48.37 | 6    |
| 3.        | Amadou Dia Ba (SEN)   | 48.48 | 4    |
| 4.        | Edgar Itt (FRG)       | 48.86 | 2    |
| 5.        | Toma Tomov (BUL)      | 48.90 | 3    |
| 6.        | Simon Kitur (KEN)     | 49.74 | 1    |
| 7.        | Alain Cuypers (BEL)   | 49.75 | 7    |
| –         | Gideon Yego (KEN)     | DSQ   | 8    |

### Försöksheat
- Hölls fredagen den 23 september 1988

| Placering | Heat 1                | Tid   |
| --------- | --------------------- | ----- |
| 1.        | Amadou Dia Ba (SEN)   | 49,41 |
| 2.        | Klaus Ehrle (AUT)     | 50.10 |
| 3.        | John Graham (CAN)     | 50.30 |
| 4.        | Hwang Hong-Chul (KOR) | 50.52 |
| 5.        | Philip Harries (GBR)  | 50.81 |
| 6.        | Jasem Aldowaila (KUW) | 51.87 |
| 7.        | Dambar Kunwar (NEP)   | 56.80 |
| —         | Sven Nylander (SWE)   | DNS   |

| Placering | Heat 2                  | Tid   |
| --------- | ----------------------- | ----- |
| 1.        | Harald Schmid (FRG)     | 49,77 |
| 2.        | Simon Kitur (KEN)       | 49.88 |
| 3.        | Alain Cuypers (BEL)     | 50.42 |
| 4.        | Ahmed Ghanem (EGY)      | 50.44 |
| 5.        | Ryoichi Yoshida (JPN)   | 50.49 |
| 6.        | Samuel Matete (ZAM)     | 51.06 |
| 7.        | Domingo Cordero (PUR)   | 51.26 |
| 8.        | Jorge Fidel Ponce (HON) | 55.38 |

| Placering | Heat 3                   | Tid   |
| --------- | ------------------------ | ----- |
| 1.        | Edwin Moses (USA)        | 49,38 |
| 2.        | Edgar Itt (FRG)          | 50.10 |
| 3.        | José Alonso (ESP)        | 50.12 |
| 4.        | Leigh Miller (AUS)       | 50.53 |
| 5.        | Branislav Karaulić (YUG) | 51.32 |
| 6.        | Allan Ince (BAR)         | 52.76 |
| 7.        | Oral Selkridge (ANT)     | 53.44 |

| Placering | Heat 4               | Tid   |
| --------- | -------------------- | ----- |
| 1.        | Kevin Young (USA)    | 49,35 |
| 2.        | Kriss Akabusi (GBR)  | 49.62 |
| 3.        | Gideon Yego (KEN)    | 49.80 |
| 4.        | Jozef Kucej (TCH)    | 49.89 |
| 5.        | Rok Kopitar (YUG)    | 50.54 |
| 6.        | Hamidou Mbaye (SEN)  | 50.58 |
| 7.        | Benjamin Grant (SLE) | 51.73 |
| 8.        | Joseph Rodan (FIJ)   | 53.66 |

| Placering | Heat 5                  | Tid   |
| --------- | ----------------------- | ----- |
| 1.        | Andre Phillips (USA)    | 49,34 |
| 2.        | Winthrop Graham (JAM)   | 49.40 |
| 3.        | Joseph Maritim (KEN)    | 49.64 |
| 4.        | Toma Tomov (BUL)        | 49.66 |
| 5.        | Max Robertson (GBR)     | 50.67 |
| 6.        | Ahmed Hamada (BRN)      | 51.34 |
| 7.        | Yousif Al-Dossary (KSA) | 53.51 |